# Józef Cepil

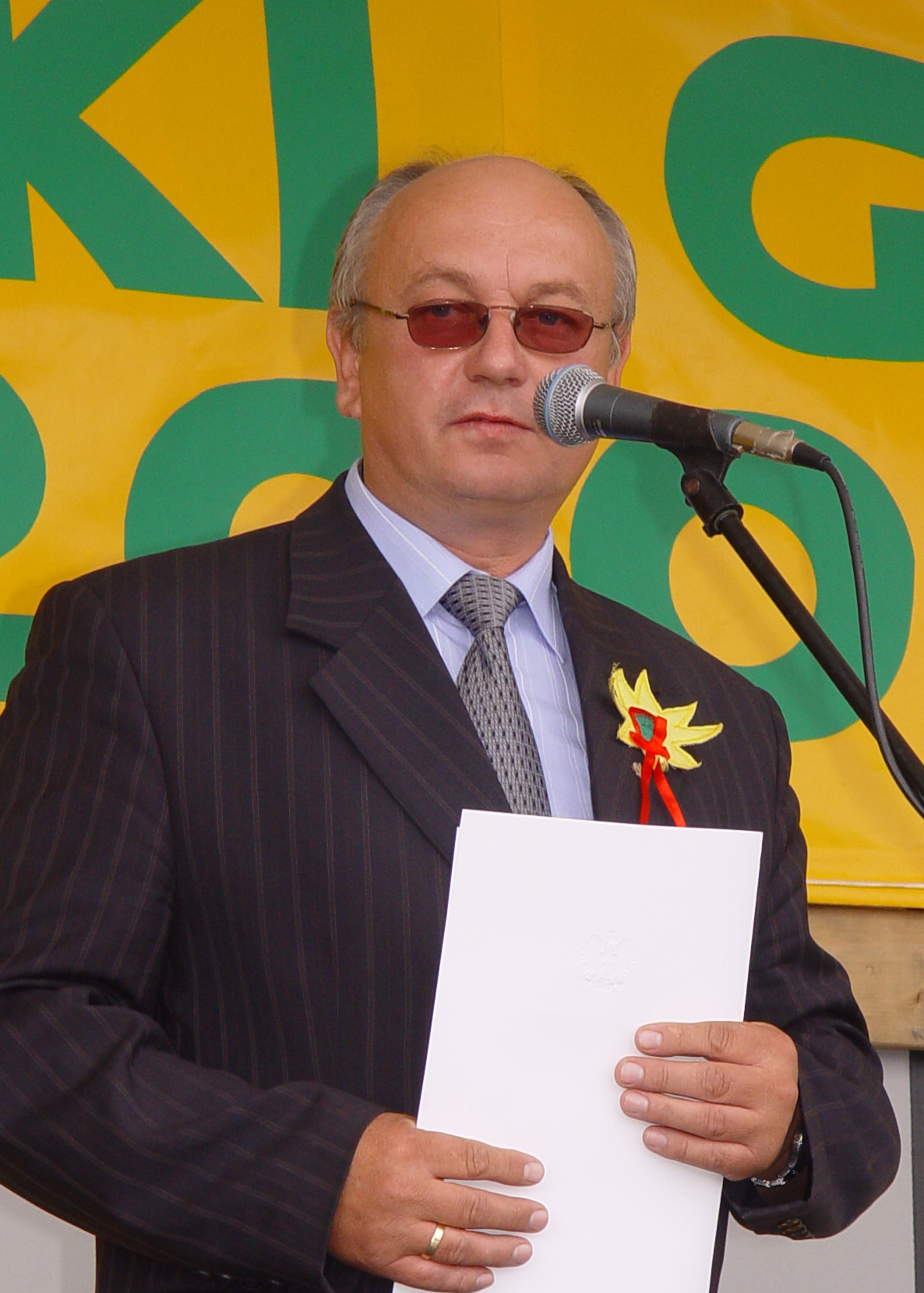
Józef Cepil

Józef Cepil (* 19. März 1960 in Parchocin, Powiat Buski) ist ein polnischer Politiker (Samoobrona).
Seit dem 23. September 2001 ist er Abgeordneter der Samoobrona im Sejm. Er wurde 2005 für eine zweite Wahlperiode, mit 10.526 Stimmen im Wahlkreis 33 Kielce gewählt. Er ist verheiratet.

## Weblink
- Abgeordneten-Biographie des Sejm

| Personendaten    | Personendaten                           |
| ---------------- | --------------------------------------- |
| NAME             | Cepil, Józef                            |
| KURZBESCHREIBUNG | polnischer Politiker, Mitglied des Sejm |
| GEBURTSDATUM     | 19. März 1960                           |
| GEBURTSORT       | Parchocin, Powiat Buski                 |